# Codéveloppement
Le codéveloppement est présenté comme une évolution du concept d'aide au développement économique et de coopération entre les pays riches et les « pays en voie de développement ».

## Aide au développement et contrôle des migrations
Il suppose une approche globale, coordonnée à l'échelle mondiale (ou au minimum de continent à continent) et concernant non seulement les aspects économiques, tant intérieurs que ceux liés aux relations économiques entre les pays concernés, mais aussi les évolutions sociales, l'environnement et le fonctionnement démocratique des institutions. 
Des questions considérées cruciales comme l'assistance technique pour l'accès à l'eau, aux soins et à l'éducation sont notamment abordées en commun. Il s'agirait généralement d'un développement à la base plutôt que de grands investissements de production ou d'infrastructure, même si ceux-ci prendraient aussi une part.
Des réactions protectionnistes de certains pays développés s'inquiétant des délocalisations et des flux migratoires des pays moins avancés ne sont pas totalement absentes de cette nouvelle approche. Ainsi, dans ses conclusions, le Conseil européen de Séville (2002) demande « instamment que, dans tout futur accord de coopération, accord d'association ou accord équivalent que l'Union européenne ou la Communauté européenne conclura avec quelque pays que ce soit, soit insérée une clause sur la gestion conjointe des flux migratoires ainsi que sur la réadmission obligatoire en cas d'immigration illégale. » . 
Lors de la négociation des accords de Cotonou, signés en 2000, entre l'Union européenne et les pays ACP (Afrique, Caraïbes, Pacifique) à la suite de l'expiration de la convention de Lomé, l'UE a inséré une clause-cadre obligeant les États ACP à prévoir des accords de réadmission de leurs ressortissants entrés irrégulièrement dans l'UE .